# Huttenlocher (Familienname)

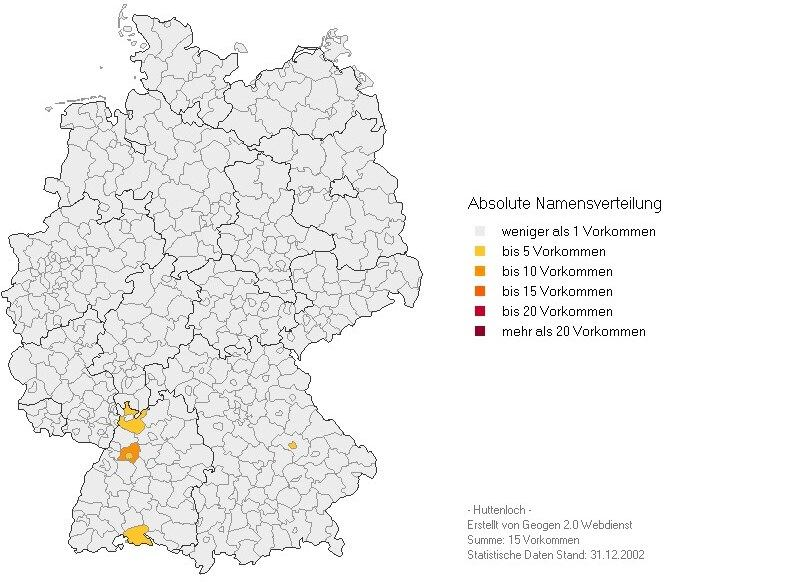
Heutige Verbreitung der ursprünglichen Namensform Huttenloch

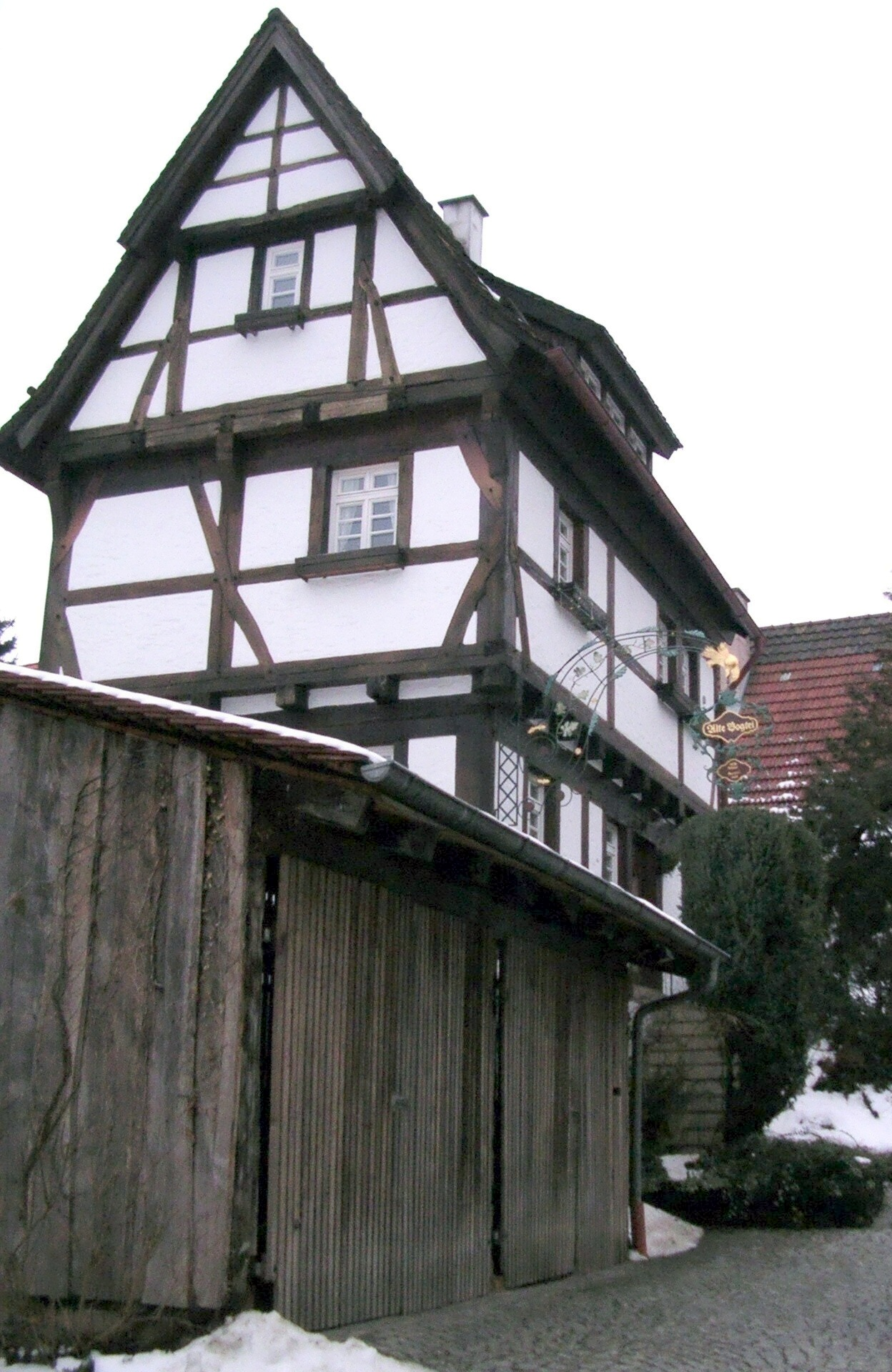
Die Köngener Vogtei aus dem Jahr 1458. Sie diente im 16. Jahrhundert den Vögten Dietrich und Michael Huttenloch als Wohn- und Amtsgebäude.

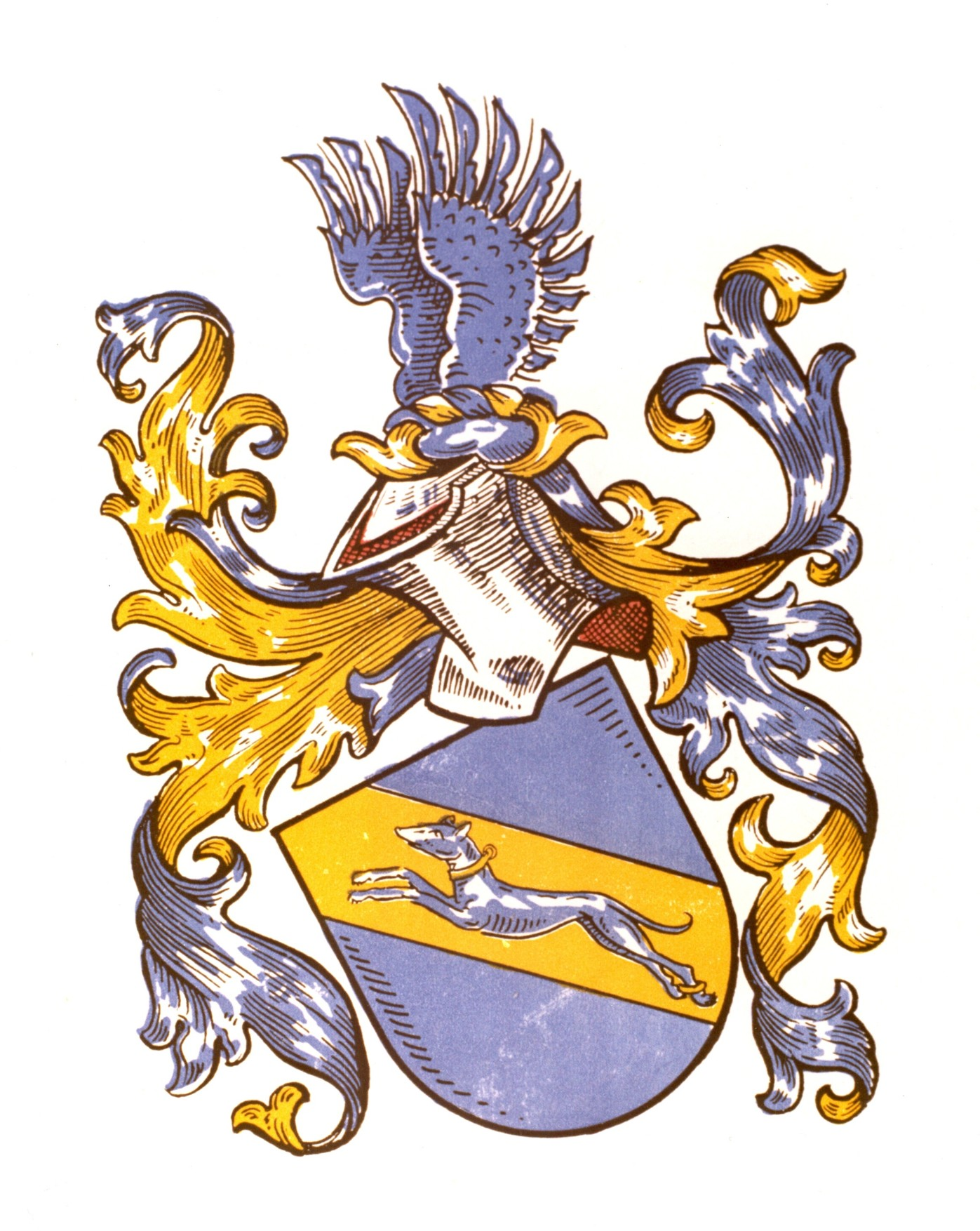
Das 1559 von Kaiser Ferdinand I. an Michael Huttenloch verliehene Familienwappen

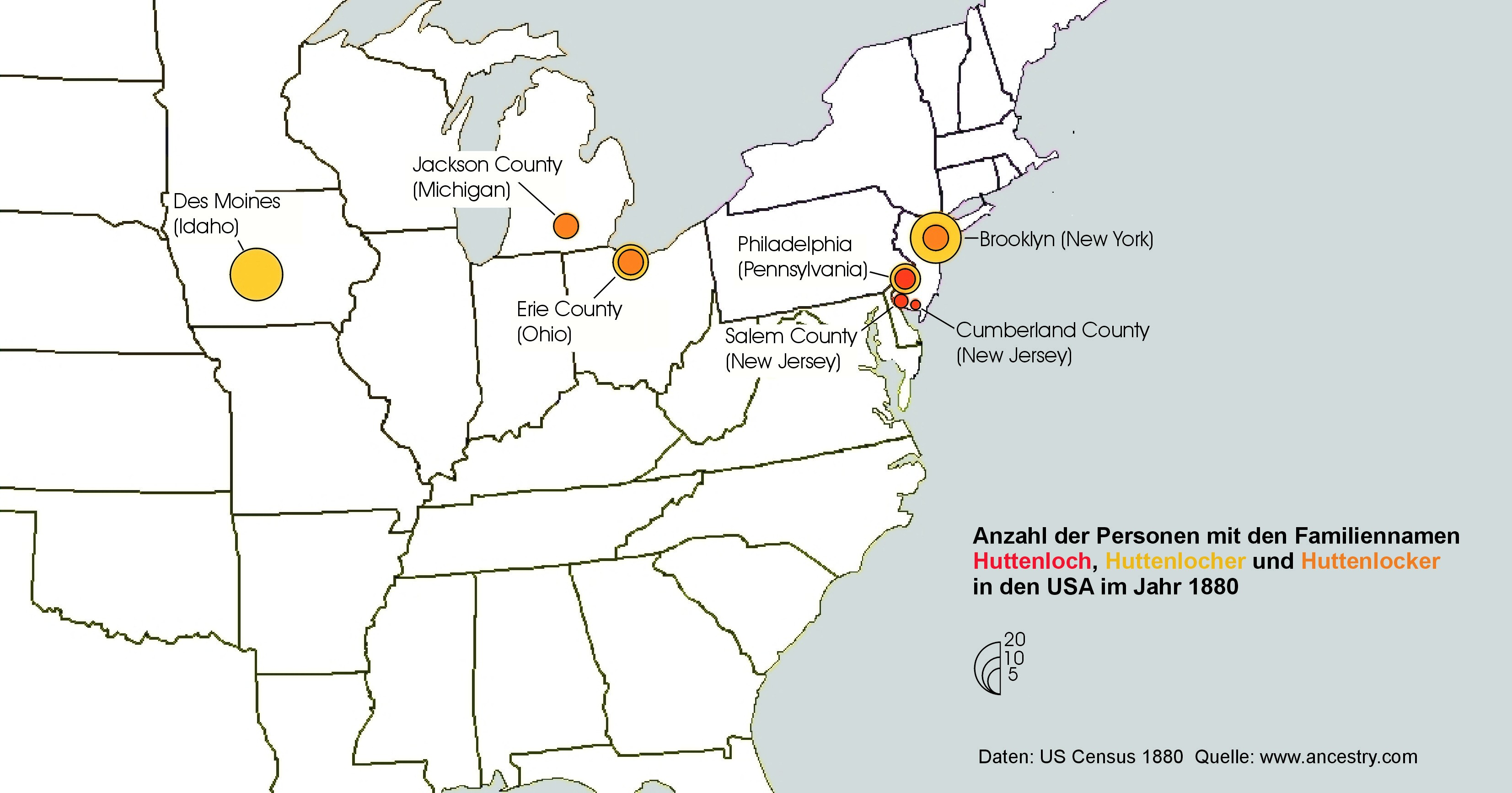
Ansiedlung von Personen mit den Familiennamen Huttenloch, Huttenlocher und Huttenlocker in den USA im Jahr 1880

Huttenlocher ist ein hauptsächlich in Baden-Württemberg, darüber hinaus aber durch Auswanderung heute weltweit verbreiteter Familienname. In den deutschen Telefonregistern wird er mehr als zweihundertmal erwähnt, in den schweizerischen etwa zwanzigmal. Ursprünglich handelt es sich um ein Bauerngeschlecht aus der Stuttgarter Region, das dort seit sechshundert Jahren urkundlich nachweisbar ist.

## Deutung des Namens
Nach den Angaben des Namenforschers Hans Bahlow gehört Huttenlocher zu den Familiennamen, die nach Örtlichkeiten gebildet wurden. Dies ergibt sich aus dem zweiten Namensteil: Locher stammt von Loh ab, was ursprünglich ein Gehölz bezeichnete.

## Ursprüngliches Auftreten und Verbreitung des Namens
Die erste urkundliche Erwähnung dieses Familiennamens findet sich im Lehnsrevers des Klosters Maulbronn. Dort wird im Jahre 1406 ein Konrad Huttenloch erwähnt. Diese ursprüngliche Form des Namens ohne die Endung „er“ kommt heute noch in der Umgebung von Pforzheim vor.
Die in der Umgebung von Esslingen am Neckar lebenden Namensträger haben meist Heinrich Huttenloch als Ahnherrn, der als Bauer von 1415 bis 1490 in Köngen lebte. Möglicherweise stellt er auch das Verbindungsglied zwischen den Linien des Pforzheimer und des Esslinger Raums dar, da 1442 und 1452 in Hirschlanden (Ditzingen) ein Heinrich Huttenloch urkundlich genannt wird. Sein Urenkel Dietrich (1497–1570) und dessen Sohn Michael (1529–1588) stiegen als Lehensbauern der Reichsritter Thumb von Neuburg und des Klosters Denkendorf zu Vögten des Dorfes Köngen auf. Michael Huttenloch, der sich im Jahr 1546 an der Universität Tübingen immatrikulierte, wurde 1559 auf dem Reichstag zu Augsburg von Kaiser Ferdinand I. ein Wappen verliehen, das einen silberfarbenen Windhund auf einem blau-gold-blau gefärbten Schild zeigt. Sein Urenkel, ebenfalls Michael mit Namen (1624–1701), siedelte am Ende des Dreißigjährigen Kriegs in das benachbarte Dorf Deizisau um. Damals änderte sich die Schreibweise des Namens in die heute am meisten vorkommende Form Huttenlocher. Durch die Nachkommen von Michaels einzigem Sohn Leonhard (1652–1729) fand der Name in Deizisau eine große Verbreitung. Heute stellt er dort einen der häufigsten Familiennamen dar.
Von Köngen und Deizisau ausgehend verbreiteten sich die Huttenlocher weiter im Esslinger Raum: Im 17. Jahrhundert nach Plochingen und Sulzgries (Esslingen), im 18. Jahrhundert nach der Reichsstadt Esslingen, nach Altbach und Vaihingen a. d. Fildern (Stuttgart).
Eine weitere Stammlinie, über die sich der Familiennamen zunächst in Stuttgart ausbreitete, beginnt mit dem 1483 dort erwähnten Seidensticker Othmar Huttenloch. Auch bei seinen Nachkommen änderte sich im 17. Jahrhundert die Schreibweise in Huttenlocher.
In der zweiten Hälfte des 18. und während des 19. Jahrhunderts erfolgten Auswanderungen in die USA. Wie die Registrierung bei der US-amerikanischen Volkszählung im Jahr 1880 zeigt, änderten dort einige Familien bedingt durch die amerikanische Aussprache die Schreibweise ihres Namens in Huttenlocker. Zwei Huttenlocher-Familien aus Deizisau und Plochingen wanderten im Jahr 1817 nach Russland aus, wo sie die deutsche Siedlung Katharinenfeld (heute Bolnissi in Georgien) mitbegründeten.

## Verwandte Namensformen
In Deutschland finden sich außer den schon genannten Namensformen Huttenloch und Huttenlocher noch im bayerischen Raum die Familiennamen Huttenlochner und Huttenloher und in der Schweiz die Form Huttenlauch. In den USA, wo neben Huttenlocher die bereits erwähnte Schreibweise Huttenlocker vorkommt, existiert außerdem der Name Hudlow. Dessen Träger sind Nachkommen des 1753 von Ötisheim bei Pforzheim nach Philadelphia ausgewanderten Andreas Huttenloch (1731–1785), der sich 1756 als Andrew Hudlow in Browns Gap im Rockingham County (Virginia) niederließ.

## Namensträger (chronologisch)
- Ferdinand Huttenlocher (1856–1925), deutscher Bildhauer
- Heinrich Huttenlocher (1890–1954), Schweizer Geologe
- Friedrich Huttenlocher (1893–1973), deutscher Geograph
- Peter R. Huttenlocher (1931–2013), deutsch-US-amerikanischer Neuropädiater und Neurowissenschaftler
- Janellen Huttenlocher (1932–2016), US-amerikanische Psychologin
- Philippe Huttenlocher (* 1942), Schweizer Opern- und Konzertsänger
- Daniel P. Huttenlocher (* 1958), US-amerikanischer Informatiker
- Anna Huttenlocher (* 1961), US-amerikanische Ärztin
- Britta Huttenlocher (* 1962), Schweizer Malerin und Graphikerin

## Sonstiges

### Ahnengemeinschaft mit anderen Geschlechtern
Als Nachfahren des oben erwähnten Leonhard Huttenlocher aus Deizisau und dessen Ehefrau Anna Margaretha geborene Wolff (1658–1708) besteht für zahlreiche Träger des Familiennamens Huttenlocher eine Ahnengemeinschaft mit europäischen Adelsfamilien. Anna Margaretha war eine Urenkelin des Carlin von Taxis (1565–1628), Postmeister in Deizisau und ein Abkömmling des ursprünglich aus den Bergamasker Alpen in Italien stammenden Geschlechts von Taxis (ital. Tasso oder de Tassis), von dem u. a. auch das bayerische Fürstengeschlecht Thurn und Taxis abstammt.

### Trivia
In der Fernsehserie Pfarrerin Lenau von Felix Huby, die in den Jahren 1990/91 im Abendprogramm der ARD ausgestrahlt wurde, tragen zwei Nebenrollen den Namen Huttenlocher: Die Rolle der Frau Huttenlocher wird von Regine Vergeen gespielt, die der Irene Huttenlocher von Katharina Zapatka. In dem am 14. Mai 2014 im Fernsehprogramm Das Erste gesendeten TV-Film Ein todsicherer Plan von Roland Suso Richter spielt der Schauspieler Christian Beermann die Rolle des Bankfilialleiters Martin Huttenlocher.